# Accelerated Graphics Port
Portul grafic accelerat (adeseori prescurtat în engleză la AGP) este un canal de magistrală (în engleză BUS) de comunicație paralelă punct-la-punct de mare viteză pentru atașarea unei plăci video la placa (platina) de bază al unui calculator, cu scopul principal de a ajuta la accelerarea afișării grafice 3D. Din anul 2004 AGP a fost progresiv în pierdere în favoarea PCI Express (PCIe). De la jumătatea anului 2009 PCIe domină piața; cardurile și plăcile AGP au fost încă produse, dar suportul de driver OEM a fost minim.

## Avantaje fata de  PCI
Calculatoarele  devenind din ce în ce mai grafic-orientate, generații succesive de adaptoare grafice începeau să împinga limitele de PCI, un bus cu bandă partajată. Aceasta a condus la dezvoltarea de AGP, un "bus" dedicat adaptoarelor grafice. Principalul avantaj al AGP față de PCI este ca asigură o cale dedicata între slot și procesorul mai degrabă decât de partajarea PCI bus. În plus la o lipsă de conflicte pentru bus, conexiunea directă permite viteze de ceas mai mari. AGP utilizează de asemenea adresarea sideband, în sensul că adresa și magistralele de date sunt separate astfel încât întregul pachet nu trebuie să fie citit pentru a obține informațiile de adresare. Acest lucru se face prin adăugarea opt extra 8-bit bus care permite controlerului grafic să emite noi cereri AGP și comenzi în același timp cu alte date care curg prin liniile principale de 32 adresa/date (AD). Aceasta duce la îmbunătățierea generală a debitului de date AGP. În plus, pentru a încărca o textură, o placă grafică PCI trebuie să o copieze de pe sistemul RAM cu ajutorul adresei tabelului restabilit, care reproporționează memoria principală după cum este necesar, pentru stocare texturii, permițând ca placa grafică sa le acceseze direct. Suma maximă de memorie de sistem disponibile pentru AGP este definit ca AGP aperture.

## Istorie
Slotul AGP a apărut mai întâi pe plăcile compatibile cu x86 , sistem bazat pe procesoare Socket 7 Intel Pentium P5 și Slot 1 P6 Pentium II. Intel a introdus suportul AGP cu i440LX 1 Slot chipset pe 26 august 1997, și un val de produse urmat de toate marile furnizori de plăci de sistem. 
Primele chipset-uri Socket 7 pentru suportul AGP erau de VIA Apollo VP3, SiS 5591/5592, și ALI Aladdin V. Intel niciodată nu a lansat un AGP-echipat Socket 7 chipset. FIC a demonstrat prima Socket 7 AGP placă de sistem în noiembrie 1997, FIC PA-2012 bazat pe VIA Apollo VP3 chipset, urmat foarte repede de către EPoX P55-VP3 și pe baza VIA VP3 chipset care era primul pe piață.
Primele chipseturi video AGP dispunând de suport inclus Randarea Vérité V2200, 3dfx Voodoo Banshee, Nvidia RIVA 128, 3Dlabs PERMEDIA 2, Intel i740, ATI Rage series, Matrox Millennium II, si S3 ViRGE GX/2. Primele plăci AGP foloseau procesoare grafice construite in jurul PCI și au fost pur și simplu legate prin punte la AGP. Aceasta a dus la plăci video care beneficiază puțin de noul bus, singura îmbunătățire fiind utilizarea de 66 MHz bus ceas, cu lațime de bandă dublă PCI si exclusivitate bus. Exemple de astfel de carduri au fost combini între Voodoo Banshee, Vérité V2200, Milennium II, și S3 ViRGE GX/2. Intel i740 era explicit conceput să exploateze noi caracteristici din setul de AGP. A fost proiectat doar textura la memorie AGP, făcând versiuni de placă PCI de greu la utilizat (placa RAM avut locale pentru a emula AGP memorie.)
Microsoft introduse prima dată AGP suport în Windows 95 OEM Service Release 2 (OSR2 versiunea 1111 sau 950B) prin USB SUPLIMENTAR la OSR2 patch. După aplicarea de patch sistemul Windows 95 a devenit versiunea 4.00.950 B. Primul Windows NT pe baza sistemului de operare pentru a primi suport AGP era Windows NT 4.0 cu service pack 3, introdus in 1997. Linux suport pentru îmbunătățea transferurilor rapide de date AGP era prima dată adaugată în 1999 cu aplicarea modulului AGPgart kernel.

## Versiuni
Intel lansa "specificațiile AGP 1,0 " în 1997. Ea incluse atât de 1x și 2x viteze. conform specificației 2.0 documentate AGP 4 × și 3,0 documentate  disponibile versiuni includ:
| Specificații | Viteză | Pompare      | Rată(MB/s) | Frecventă(Mhz) | Voltaj(V) |
| ------------ | ------ | ------------ | ---------- | -------------- | --------- |
| PCI          | -      | Simplă       | 133        | 33             | 3,3       |
| AGP 1.0      | 1      | Simplă       | 266        | 66             | 3,3       |
| AGP 1.0      | 2      | Dublă        | 533        | 66             | 3,3       |
| AGP 2.0      | 4      | De patru ori | 1066       | 66             | 1,5       |
| AGP 3.0      | 8      | De opt ori   | 2133       | 66             | 0,8       |
| AGP 3.5      | 8      | De opt ori   | 2133       | 66             | 0,8       |

## Extensiile Oficiale

### AGP Pro
Este o extensie pentru carduri care cere mai mult curent electric. Este un slot mai lung cu bolțuri suplimentare pentru acest scop. AGP Pro erau de obicei din clasa stațiilor de lucru, utilizate pentru a accelera profesional aplicații ajutate de calculator utilizate în domeniile arhitecturii, prelucrare, inginerie, simulării, și domenii similare.

### 64-bit AGP
Canalul 64-bit era o dată propusă ca standard pentru AGP 3.0 în proiecte de documente, dar aceasta a  căzut.
Standardul permite 64-biți transfer pentru AGP8x Reads, Writes, and Fast Writes;  32-bit transfer pentru operațiuni PCI. 

### Interfață AGP

#### Intern Ultra-AGP
Iltra-AGPII este o interfață AGP internă standard utilizate de SiS pentru bridge nord controlere cu grafică integrată. Versiunea originală acceptă aceeași lărgime de bandă ca și AGP 8 ×, în timp ce Ultra-AGPII are maxim 3,2 GB/s lărgime de bandă.

### Porturi AGP bazat pe PCI

#### AGP Express
Nu o adevărată interfață AGP, dar permite un card AGP pentru a fi conectat peste legacy PCI bus pe o placă PCI Express. Este o tehnologie folosită pe placi facute de ECS, destinate pentru a permite  cardurilor AGP existente pentru a fi utilizate într-o nouă placă (deoarece introducerea de plăci grafice PCIe oferă câteva sloturi AGP). Un "AGP Express" este de fapt un slot PCI (de două ori puterea electrică) cu un conector AGP. Acesta oferă compatibilitate cu plăci AGP, dar oferă suport incomplet (unele carduri AGP nu funcționează cu AGP Express) și performanță redusă .

#### AGI
Interfața Grafică ASRock (AGI) este o variantă al Accelerated Graphics Port (AGP) . Scopul său este de a oferi AGP-suport pentru plăcile ASRock ca utilizarea chipset-urilor lipsite de suport AGP. Cu toate acestea, nu este complet compatibil cu AGP.

#### AGX
EpoX Advanced Graphics eXtended (AGX) este o altă variantă AGP cu avantajele și dezavantajele ca AGI. Manuale de utilizare vă recomandă să nu utilizați carduri AGP 8x ATI cu sloturi AGX.

#### XGP
Biostar Xtreme Graphics Port AGP este o altă variantă, de asemenea cu aceleași avantaje și dezavantaje ca AGI și AGX.

### Porturi grafice AGP bazate pe PCIe

#### AGR
Este o variație a portului AGP folosit în unele plăci PCIe de la MSI, oferă compatibilitate limitată cu AGP. Este, efectiv, un slot modificat PCIe permițând performanțe comparabile cu un AGP 4 × / 8x slot,  dar nu acceptă toate cardurile AGP.

## Compatibilitate
Cardurile AGP sunt compatibile înapoi și înainte în limite. Carduri codați 1,5 V nu vor merge în sloturi 3.3 V și invers, deși există carduri "Universale" care se vor potrivi în oricare tip de slot. Există, de asemenea sloturi descifrate "Universal" care vor accepta oricare tip de card. Atunci când un card AGP universal este introdus în slot AGP Universal, numai porțiunea de 1,5 V a cartelei este utilizată. Unele carduri, ca Nvidia GeForce din seria 6 (cu excepția 6200) sau ATI, seria Radeon X800, au doar cheile pentru 1,5 V pentru a evita ca acestea să fie instalate în mainboards mai vechi fără suport 1,5 V. Cartele moderne cu suport 3,3 V erau seria Nvidia GeForce FX (FX 5200, FX 5500, FX 5700, unele FX 5800, FX 5900 și unele FX 5950), Geforce din Seria 6 (6200, 6600/6600 LE/6600 GT numai) și ATI Radeon 9500/9700/ 9800 (R350) (dar nu 9600/9800 (R360)). Unele Geforce 6200 si Geforce 6600 carduri  funcționeaza cu sloturi AGP 1.0 (3.3v).
Cardurile AGP Pro nu se potrivesc în sloturi standard, dar cardurile standard AGP funcționează pe un slot Pro. Plăci echipate cu un Universal AGP Pro slot vor accepta un card 1,5 V sau 3,3 V fie în AGP Pro sau configurația standard AGP, un card AGP Universal, sau un card Universal AGP Pro.
Unele carduri au greșit canalele dual, și unele placi au deschis complet incorect sloturi, permițând o cartelă pentru a fi conectat într-un slot care nu suportă tensiunea corectă, care poate deteriora cardul sau placa de baza. Unele carduri mai vechi concepute incorect de 3.3 V au cheie de 1,5 V.
Există unele sisteme incompatibile cu standard AGP; de exemplu, Apple Power Macintosh cu Apple Display Connector (ADC) au un conector suplimentar care furnizează energie pentru afișaj atașat. Unele carduri proiectate pentru a funcționa cu o arhitectura specifica UCP (de ex: PC, Apple) poate să nu funcționeze cu alții din cauza problemelor firmware.